# Naoyuki Fujita
Naoyuki Fujita (藤田 直之 Fujita Naoyuki?,  Fukuoka, 22 de junio de 1987) es un exfutbolista japonés que jugaba como centrocampista.
En 2015 jugó para la selección de fútbol de Japón. Fue elegido para integrar la selección nacional de Japón para los Campeonato de Fútbol del Este de Asia 2015.

## Trayectoria

### Clubes
| Club         | País  | Año       |
| ------------ | ----- | --------- |
| Sagan Tosu   | Japón | 2010-2015 |
| Vissel Kobe  | Japón | 2016-2018 |
| Cerezo Osaka | Japón | 2019-2021 |
| Sagan Tosu   | Japón | 2022-2024 |

### Selección nacional
| Selección | País  | Año  |
| --------- | ----- | ---- |
| Absoluta  | Japón | 2015 |

## Estadística de equipo nacional
| Selección de Japón | Selección de Japón | Selección de Japón |
| Año                | Part.              | Goles              |
| ------------------ | ------------------ | ------------------ |
| 2015               | 1                  | 0                  |
| Total              | 1                  | 0                  |